# Limnophora limbata
Limnophora limbata är en tvåvingeart som beskrevs av Jacques-Marie-Frangile Bigot 1885. Limnophora limbata ingår i släktet Limnophora och familjen husflugor. Inga underarter finns listade i Catalogue of Life.